# Opera IX
Opera IX é uma banda de black metal da Itália, projetada inicialmente pelo guitarrista Ossian, no ano de 1988.
Depois de uma época de constantes mudanças de integrantes, o line-up ficou estabilizado com Cadaveria nos vocais, Ossian na guitarra, Flegias na bateria e Vlad no baixo, e com esta formação gravaram a sua primeira demo tape, intitulada "Gothik", lançada em 1990.

## História
Em 1992, dois anos após o lançamento de "Gothik", lançam então a segunda demo, intitulada "Demo '92". Foi este trabalho que consagrou a banda, posteriormente conseguindo um contrato onde surgiu então o 7" EP, chamado The Triumph of the Death, lançado no ano seguinte. Em dois meses, as 500 cópias do mesmo esgotaram. 
Quando a banda começou a ser reconhecida no cenário underground, ou seja, após o lançamento da demo Demo '92, percebeu-se porque ela já fazia um grande sucesso: 
- a banda tinha uma frontwoman, Cadaveria, vocalista que apresentava uma voz única para o feminino da época, extremamente gutural e sombria, sendo raras as vezes em que se ouviam nuances mais góticos ou sinfônicos;
- sempre houve uma influência pagã, tanto nas letras, quanto na sonoridade celta das melodias;
- a freqüênte existência de músicas de longa duração (cinco das seis músicas do álbum Sacro Culto têm mais de dez minutos), e apesar disso não entediam o ouvinte, usando passagens lentas e rápidas, com agressividade e melancolia bem medidas;
- o interessante fato da fuga de padrões musicais italianos. A Itália é um país fortemente representado por bandas de metal progressivo e power metal, e então passou a ser reconhecida com uma representante de estilo único, que reúne em suas obras uma mistura de gothic, doom, death e black.

## Integrantes

### Formação inicial
- Cadaveria - vocais
- Ossian - guitarra
- Vlad - baixo
- Flegias- bateria

### Atualmente
- M The Bard - vocais
- Ossian - guitarras
- Vlad - baixo
- Lunaris - teclado
- Dalamar - bateria

## Discografia

### Demos
- Gothik - (1990)
- Demo '92 - (1992)

### EP's
- The Triumph of the Death - 7" EP - (1993)

### Álbuns
- The Call of the Wood - (1995)
- Sacro Culto - (1998)
- The Black Opera - (2000)
- Maleventum - (2002)
- Anphisbena - (2004)

### Compilações
- Awakening - Female in Extreme Music - (1997)
- A Call to Irons - Tribute to Iron Maiden - (1998)

### Videografia
- The Triumph of the Death - Video Tape (1993)
- Live at Babylonia - Video Tape (1998)